# Константин Лукаш
Константин Лукаш (болг. Константин Лукаш; нар. 16 вересня 1890, Пловдив — пом. 15 березня 1945, Софія) — болгарський воєначальник, начальник Генерального штабу Болгарської армії (11 серпня 1941 — 11 травня 1944). Убитий за змовою групи злочинців — членів так званого «Народного суду».

## Життєпис
Народився 16 вересня 1890 у Пловдиві. 1909-го закінчив військове училище в Софії, 22 вересня отримав звання лейтенанта і призначений командиром взводу в 21-й піхотний полк.
1940 отримав звання генерал-лейтенанта. З 11 серпня 1941-го був призначений начальником штабу армії займав цю посаду до 11 травня 1944. 13 вересня 1944 вийшов у запас.

## Смерть
Був засуджений до смертної кари так званим «Народним судом» і розстріляний 15 березня 1945.
Вирок був скасований рішенням Верховного суду Болгарії № 172 від 1996.

## Нагороди
- Орден «За хоробрість» 3-го ступеня, 2-й клас
- Орден «Святий Олександр» 4-го і 3-го ступеня з мечами
- Орден «За військові заслуги» 5-го, 4-го, 3-го і 2-го ступеня